# Bibiche
Pour les articles homonymes, voir Bibiche (homonymie).
Bibiche est une commune française située dans le département de la Moselle et le bassin de vie de la Moselle-Est, en région Grand Est.

## Géographie
La commune de Bibiche se situe à 14 km de la frontière allemande (Niedaltdorf, quartier de Rehlingen-Siersburg en Sarre) et à 23,5 km de la frontière luxembourgeoise (Schengen).
Elle comporte deux annexes ou écarts et lieux-dits : Rodlach et Neudorf.

### Communes limitrophes
La ville la plus proche est Bouzonville à 7 km.

### Hydrographie
La commune est située dans le bassin versant du Rhin au sein du bassin Rhin-Meuse. Elle est drainée par le ruisseau de Bibiche et le ruisseau le Dusbach.

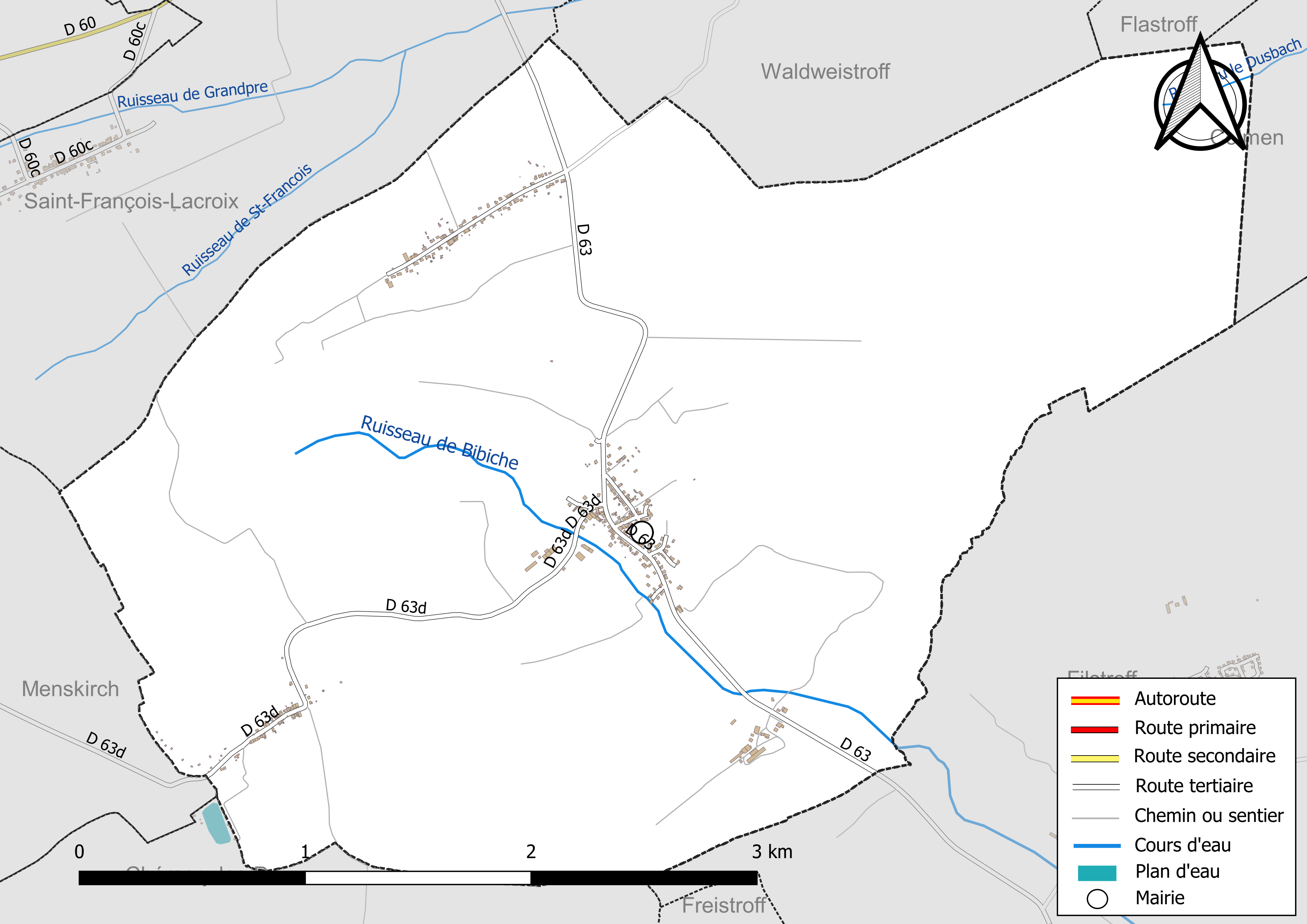
Réseaux hydrographique et routier de Bibiche.

### Climat
Pour des articles plus généraux, voir Climat du Grand Est et Climat de la Moselle.
En 2010, le climat de la commune est de type climat des marges montargnardes, selon une étude du Centre national de la recherche scientifique s'appuyant sur une série de données couvrant la période 1971-2000. En 2020, Météo-France publie une typologie des climats de la France métropolitaine dans laquelle la commune est exposée à un climat semi-continental et est dans la région climatique  Lorraine, plateau de Langres, Morvan, caractérisée par un hiver rude (1,5 °C), des vents modérés et des brouillards fréquents en automne et hiver. 
Pour la période 1971-2000, la température annuelle moyenne est de 9,7 °C, avec une amplitude thermique annuelle de 16,8 °C. Le cumul annuel moyen de précipitations est de 833 mm, avec 12,5 jours de précipitations en janvier et 9,4 jours en juillet. Pour la période 1991-2020, la température moyenne annuelle observée sur la station météorologique de Météo-France la plus proche, « Malancourt », sur la commune d'Amnéville à 25 km à vol d'oiseau, est de 10,2 °C et le cumul annuel moyen de précipitations est de 884,1 mm. 
La température maximale relevée sur cette station est de 39,3 °C, atteinte le 25 juillet 2019 ; la température minimale est de −17,9 °C, atteinte le 5 janvier 1985,,. 
Les paramètres climatiques de la commune ont été estimés pour le milieu du siècle (2041-2070) selon différents scénarios d'émission de gaz à effet de serre à partir des nouvelles projections climatiques de référence DRIAS-2020. Ils sont consultables sur un site dédié publié par Météo-France en novembre 2022.

## Urbanisme

### Typologie
Au 1er janvier 2024, Bibiche est catégorisée commune rurale à habitat dispersé, selon la nouvelle grille communale de densité à sept niveaux définie par l'Insee en 2022.
Elle est située hors unité urbaine. Par ailleurs la commune fait partie de l'aire d'attraction de Bouzonville, dont elle est une commune de la couronne,. Cette aire, qui regroupe 12 communes, est catégorisée dans les aires de moins de 50 000 habitants,.

### Occupation des sols
L'occupation des sols de la commune, telle qu'elle ressort de la base de données européenne d’occupation biophysique des sols Corine Land Cover (CLC), est marquée par l'importance des territoires agricoles (70,7 % en 2018), une proportion identique à celle de 1990 (70,7 %). La répartition détaillée en 2018 est la suivante :
terres arables (58 %), forêts (29,3 %), zones agricoles hétérogènes (8,9 %), prairies (3,8 %). L'évolution de l’occupation des sols de la commune et de ses infrastructures peut être observée sur les différentes représentations cartographiques du territoire : la carte de Cassini (XVIIIe siècle), la carte d'état-major (1820-1866) et les cartes ou photos aériennes de l'IGN pour la période actuelle (1950 à aujourd'hui).

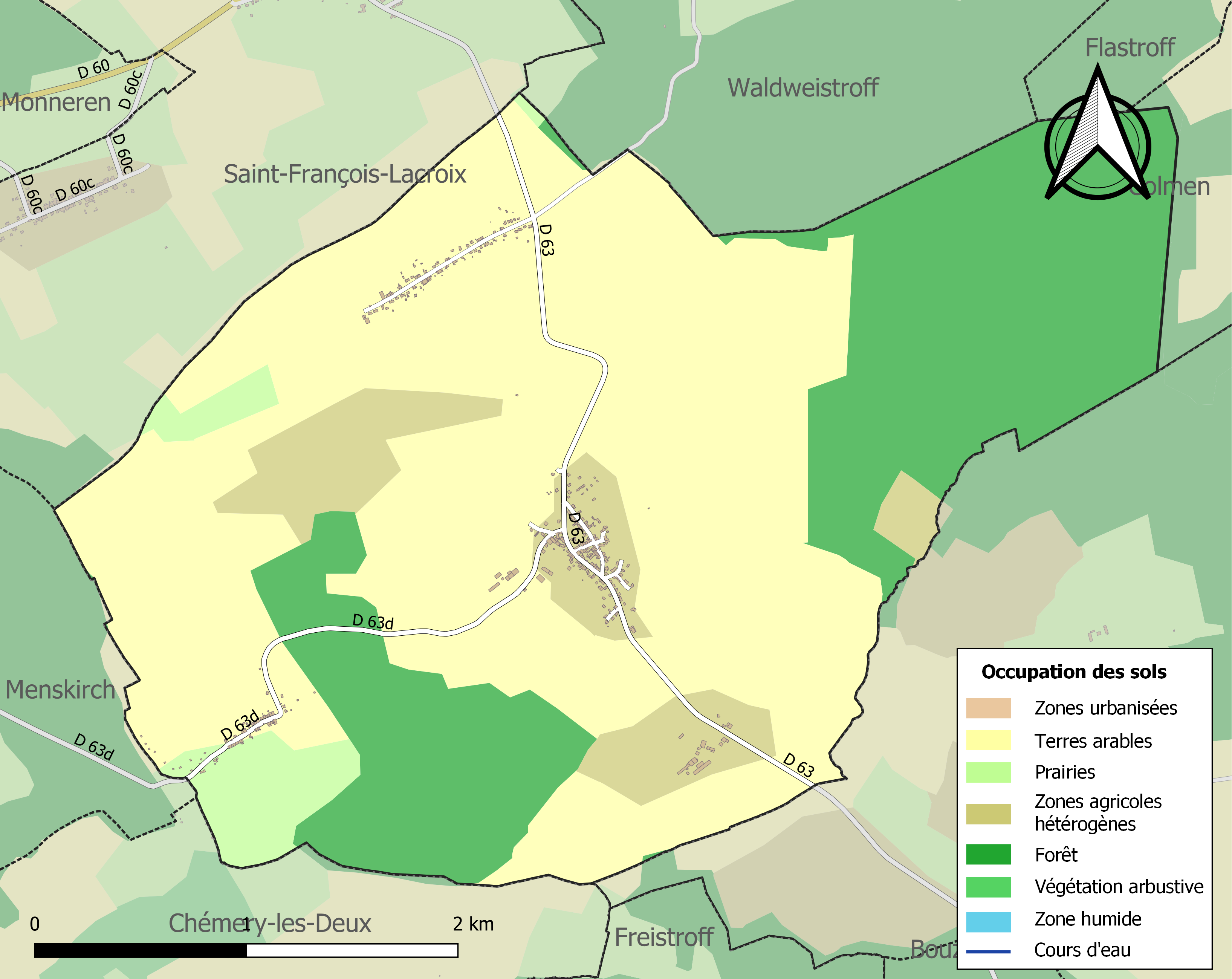
Carte des infrastructures et de l'occupation des sols de la commune en 2018 (CLC).

## Toponymie
Anciennement  Bibers Heim qui veut dire village de castors : le blason de la commune comporte un castor d'argent.
Anciens noms: Bittersis (1256) ; Bebris, Bittès (1256) ; Bibecht, Biverst (1258) ; Biverse (1264) ; Byverbach (1266) ; 'Biberse (1275) ; Bieurese, Bivrese (1278) ; Bieure (1283) ; Bieuers (1283) ; Biberchen, Biverschen (1544) ; Bibechen (1575) ; Biberschen (1583) ; Binerssheim (1594) ; Biberschem (XVIIe siècle) ; Breborchem (XVIIe siècle) ; Bibichen (1606) ; Bibuche (1725) ; Bibisch (1726) ; Bibische (1732) ; Bibiche-la-Grande (1779) ; Bibisch (1871-1918). En francique lorrain : Bibésch et Bibësch.
Anciens sobriquets sur les habitants : Kautzkepp/Kautzkopp (tête de chabot), Bibëscher Houhmut (orgueil de Bibiche), Hoosen (lièvres).

## Histoire
Bibiche dépendait de l'ancienne province de Lorraine, seigneurie de Sierck, possession des abbayes de Villers-Bettnach et de Freistroff.
Elle fut entièrement détruite au cours de la guerre de Trente Ans.
En 1810, les communes de Neudorff et Rodlach ont été absorbées par Bibiche. En 1806, Rodlach comptait 117 habitants et Neudorf 101 habitants.

## Politique et administration
| Période                                  | Période   | Identité              | Étiquette | Qualité  |
| ---------------------------------------- | --------- | --------------------- | --------- | -------- |
| Les données manquantes sont à compléter. |           |                       |           |          |
| mars 1971                                | mars 1983 | Alphonse Nanus        |           |          |
| mars 1983                                | mars 1989 | Pierre Perrein        |           |          |
| mars 1989                                | mars 2008 | Roger Richard         |           |          |
| mars 2008                                | mai 2020  | Roger Gérardon        | SE        | Retraité |
| 18 mai 2020                              | En cours  | Jean-Paul Weistroffer |           |          |

Bibiche est l'une des communes constitutives de la communauté de communes Bouzonvillois-Trois Frontières.
La commune est jumelée avec celle de Lésigny (Vienne), commune qui a accueilli les réfugiés bibichois pendant la Seconde Guerre mondiale.

## Démographie
L'évolution du nombre d'habitants est connue à travers les recensements de la population effectués dans la commune depuis 1800. Pour les communes de moins de 10 000 habitants, une enquête de recensement portant sur toute la population est réalisée tous les cinq ans, les populations de référence des années intermédiaires étant quant à elles estimées par interpolation ou extrapolation. Pour la commune, le premier recensement exhaustif entrant dans le cadre du nouveau dispositif a été réalisé en 2007.

En 2022, la commune comptait 433 habitants, en évolution de −3,99 % par rapport à 2016 (Moselle : +0,52 %, France hors Mayotte : +2,11 %).
| 1800 | 1806 | 1821 | 1836 | 1841 | 1861 | 1866 | 1871 | 1875 |
| ---- | ---- | ---- | ---- | ---- | ---- | ---- | ---- | ---- |
| 137  | 266  | 558  | 608  | 600  | 469  | 499  | 528  | 511  |

| 1880 | 1885 | 1890 | 1895 | 1900 | 1905 | 1910 | 1921 | 1926 |
| ---- | ---- | ---- | ---- | ---- | ---- | ---- | ---- | ---- |
| 502  | 485  | 450  | 442  | 427  | 425  | 409  | 354  | 346  |

| 1931 | 1936 | 1946 | 1954 | 1962 | 1968 | 1975 | 1982 | 1990 |
| ---- | ---- | ---- | ---- | ---- | ---- | ---- | ---- | ---- |
| 347  | 335  | 305  | 308  | 347  | 331  | 362  | 353  | 344  |

| 1999 | 2006 | 2007 | 2012 | 2017 | 2022 | - | - | - |
| ---- | ---- | ---- | ---- | ---- | ---- | - | - | - |
| 356  | 419  | 428  | 444  | 452  | 433  | - | - | - |

## Culture locale et patrimoine
À l'entrée du village, le foyer socio-culturel (construit et aménagé pour une grande part, par des bénévoles du village) accueille les événements festifs de la vie du village, tels des concerts de reggae, la fête de Saint Nicolas...

### Lieux et monuments

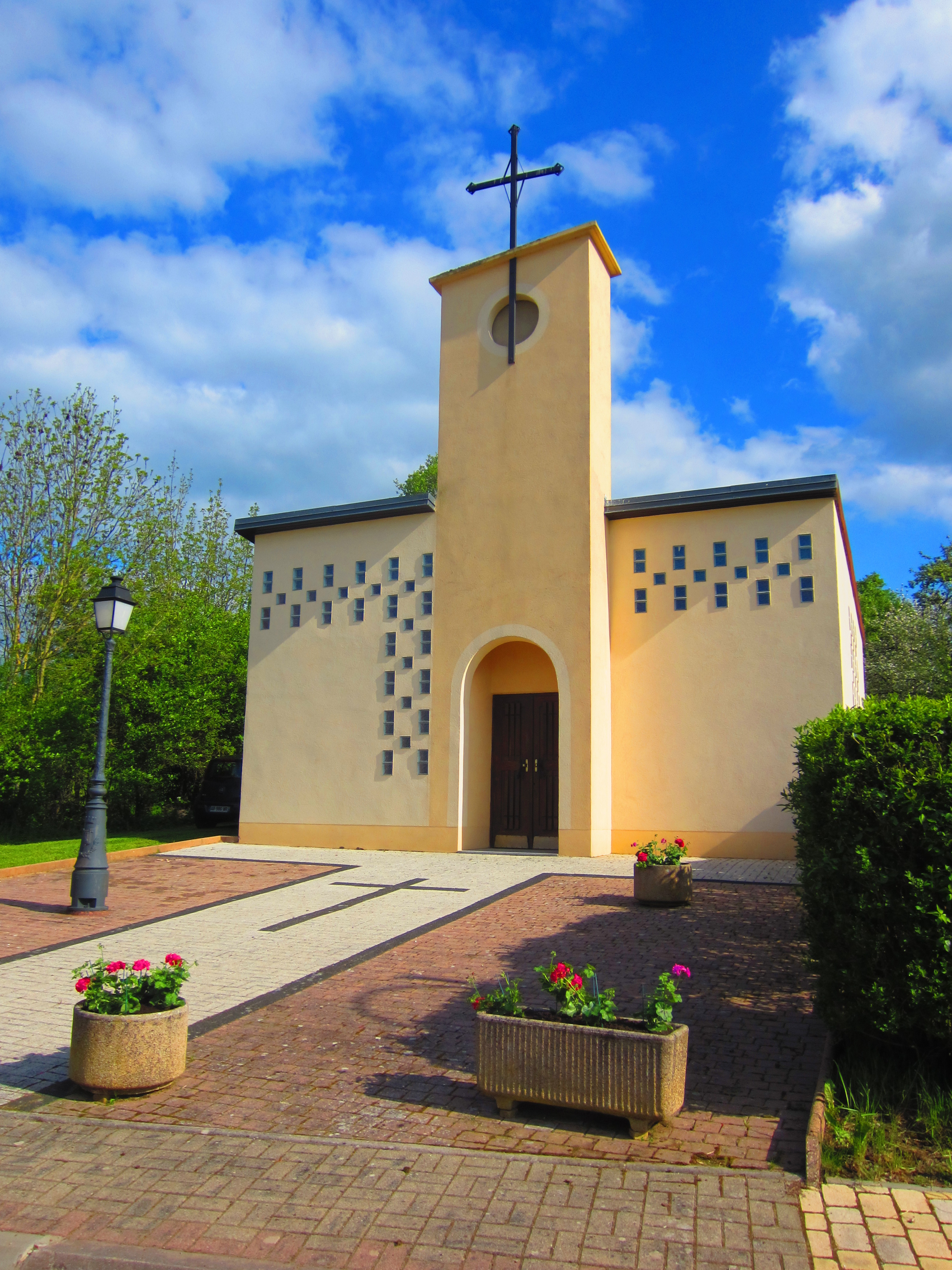
Chapelle de la Visitation de Rodlach.

- Église Saint-Laurent 1767 : chaire datée du XVIIIe siècle.
- Chapelle de la Visitation à Rodlach (voir photo ci-contre).
- Grotte de la Vierge Marie à Neudorf.
- Le « sentier des Amoureux » (ancien chemin reliant Bibiche à Petit-Bibiche).

### Héraldique
| Blason de Bibiche | Blason  | De gueules au castor d'argent, accompagné en chef de trois coquilles du même. |
| Blason de Bibiche | Détails | Le statut officiel du blason reste à déterminer.                              |